# Gymnocharacinae
Gymnocharacinae è una sottofamiglia di pesci d'acqua dolce appartenente alla famiglia Characidae.

## Specie
Attualmente (2017) il genere comprende 7 specie, raggruppate in 4 generi:
- Coptobrycon bilineatus
- Grundulus bogotensis
- Grundulus cochae
- Grundulus quitoensis
- Gymnocharacinus bergii
- Nematobrycon lacortei
- Nematobrycon palmeri